# Globularia borjae
Globularia borjae är en grobladsväxtart som först beskrevs av G. López, och fick sitt nu gällande namn av S. López Udias, C. Fabregat Llueca och G. Mateo Sanz. Globularia borjae ingår i släktet bergskrabbor, och familjen grobladsväxter. Inga underarter finns listade i Catalogue of Life.